# قاعدة زيلتويج الجوية
قاعدة زيلتويج الجوية هي مطار عسكري يقع في النمسا، وهو المطار الرئيسي لسلاح الجو النمساوي. في الستينات استخدم كحلبة لسباقات رياضة المحركات.